# 女王の花
『女王の花』（じょおうのはな）は、和泉かねよしによる日本の漫画作品。
作者にとっては、『二の姫の物語』に続く2作目の歴史漫画。『ベツコミ』（小学館）2007年11月号に掲載された読み切りが好評だったため、その続編が2008年7月号に掲載された。2009年7月号に3話目が掲載され、同誌で連載されていた『メンズ校』の終了に伴い、2010年6月号から2017年1月号まで隔月で定期連載された。なお、『二の姫の物語』の約100年後の物語となっている。単行本は全15巻。
2015年、第60回（平成26年度）小学館漫画賞少女向け部門を受賞。

## あらすじ
古代の国・亜の女王は、女王の花と呼ばれる伝説の花を自分の墓に供えてほしいと願っていたという。その花は1000年に1度だけ咲き、どんな望みも叶える力があるという。
時は紀元前戦乱の世。悠久の大地を群雄割拠していた国々があった。互いに勢力を争う、亜国・土国・黄国・曾国。その中で亜国の姫として生まれた亜姫(あき)だったが、実家が小国のため母とともに冷遇されて育った。ある日亜姫は金髪碧眼のために差別を受け奴隷とされていた薄星(はくせい)という少年に出会う。
奴隷の身を亜姫に救われ、心からの忠誠を誓う薄星。二人は立場上、武も才も学ぶ事が出来ない。そこで青徹という商人と出会い、内密に技芸、武芸を叩き込まれる。
そんな折、妾の土妃の戦略により、亜姫の母(亜国の正妃・黄妃)は毒殺され、亜姫は黄国に人質として送られる事に。そこで、力をつけ必ず亜国に戻ることを誓う亜姫だった。

## 登場人物
亜姫（あき）
亜の国の姫。黄国の姫を母に持つ、聡明だが不器用な娘。薄星との合言葉のようなものである｢千年の花｣を窮地に立たされる度に発している。
正妃である母が重い病を得てしまったために充分な後ろ盾を得られず、第二夫人の土妃及びその取り巻きに蔑ろにされ続け、不遇な幼年期を送った。8歳の時に青徹と出会い、礼学射御書数の六芸を教わる。やがてその利発さは亜国王子をも超えたが、思慮に欠けた振る舞いを咎められ、黄国へ人質として送られた。不本意な形で母の故郷に囲われた亜姫は、土妃へ復讐を誓って己を奮い立たせる。その一方で、恩師である青徹を破天荒な技で助け出そうとしたりする奇想天外な姫であり、黄国内では｢キテレツ姫｣との評判が高い（しかし、それも徐々に返上しつつある）。
父王から玉璽を半分託されたり人質として送られた真意を知り、父王に対しての憎悪は薄くなっている。薄星を当初は大切な幼なじみだと考えていたが、蛇波流の襲撃の際に毒入りの刃を受けた薄星と共に死ぬ覚悟でその刃で自らの左手を斬ったことにより、任務を遂行できないと焦った蛇波流によって無事に毒は抜かれ、左腕にはその傷跡のみが残っている。その後、薄星を男として見るようになり、相思相愛の仲となる。
黄国において、豪雨に伴う災害の混乱を鎮めるため祖父である黄王より御史大夫（副宰相）に任じられ、見事その混乱を収めることに成功。しかし、曾国第一王子により曾王の妃となるべく誘拐される。だが第一王子の反乱により新たな曾王の後ろ盾を得、亜国の土妃と戦いを挑むこととなった。曾、黄国の協力の元、優勢に戦を動かすが、薄星と共に軍からはぐれてしまう。その後、薄星は亜姫を追ってきた刺客と交戦し生死不明に（亜姫は一部始終を目撃）。明朝に軍と落ち合い、亜・土国連合軍を撃破し無事、亜国女王に即位する。
薄星の帰りを待ち続けながら賢王として何十年も国政を仕切り続け、当初は反発もあったものの持ち前の努力と思考力によって良く国を治めるようになる。だが、疲労によって倒れることが多くなった。数年後に｢女王として死にたくない｣という望みを叶えるために｢千年の花を探し出せ｣という令を下し、蛇波流との符牒（暗号）疎通を図る。その後、蛇波流の息子と宮女、春琴によって｢千年の花｣と呼ばれる眠草を飲まされ、忽然と姿を消した。
薄星（はくせい）
胡人（こじん、異民族の総称）。西域の人とされる。第二王妃土妃のもとへ土王子6歳の祝いに土国より贈られた奴隷の少年。青い目と金色の髪を持つ。その姿を人々より気味悪がられていたが、瞳の色を「蒼天の蒼」髪の色を「稲穂の金」「天の色」と賞賛してくれた亜姫に絶対的な忠誠と淡い恋心を抱いている。
青徹に「守るべき主（亜姫）」を決めていることを見込まれ、武芸を仕込まれる。亜姫が黄国に人質として向かう際に同行するも、黄国の者からも気味悪がられるが、現在ではかなり和んだ模様。3巻では亜姫を襲い、青徹にお灸を据えられ距離を置く場面が見られた。青徹の最後の伝言を亜姫に伝える役目を果たしており、その時に自分は青徹に到底及ばないことを悟る。机の前にじっとしておくことが出来ず、文字が読めず、また書けない（最終巻では、布に亜姫に対しての手紙を残している）。曾国第一王子による細作、蛇波流との戦いで毒入りの刃を受けてしまい、いまだに毒が抜けておらず右手に力が入らない描写が見られる。かなりの戦闘力の持ち主であり、体格も優れている。翠蝉の曾王子・光への想いを人一倍同感しており、同志として分かり合う場面も見られた。土妃との戦いで薄星を失うことを恐れた亜姫に捨てられ、それを知った青逸の計らいによりその配下となり従軍する。
黄妃（こうひ）
亜国の本来の正妃。亜姫の母。黄の国出身。幼い頃より佳人（美人）と名高かった。13歳で青蓋と出会い、15歳で亜国に嫁ぐ。亜国に嫁ぐ前、青蓋と共に駆け落ちをする計画を立てるが、結局待ち合わせの場所には行かずそれを拒否した。その後亜国正妃となった自分に従属してきた青蓋に自分のせいで噂を立つのを恐れ、黄国に帰す（亜姫によると、この行為は青徹に対する｢愛してる｣の言葉であった）。後、わずかな期待を持って布に書いた模様（待ち合わせの場所に暇つぶしで青蓋が描いたもの）に青蓋が気づき、再会を果たす。そのまま青蓋と亜宮からの脱出を図るが、青逸により阻止、傷だらけの青蓋を見て、自分が妃として役目を果たすことを引き替えに青蓋の不問を命じた。その後青蓋と会うことなく、亜姫の聡明さを危険因子とみた土妃の毒入りスープを自ら飲み死去。
青徹（せいてつ）
傲岸不遜な性格の隻眼の青年商人。亜姫と薄星の厳師として長年に渡り鍛え、二人を導いてきた。その正体は黄国の名門・青家の次男青蓋（せいがい）。10歳で黄姫（後の黄妃）のお付きとなる。
初めは王族を忌み嫌っていたが、黄姫に出会って考えを改め、黄姫に絶対的な忠誠を誓うようになる。黄姫が亜国に嫁ぐ前夜、二人で駆け落ちしようとしたが黄姫は待ち合わせ場所に来ず、亜国正妃となった黄妃に従者として供する。しかし、黄妃への忠誠が空回りしその愛人とうたわれ亜宮での扱いは冷たく、黄妃により黄国に帰される。
数年後、亜国から届いた布に、以前自分が待ち合わせ場所で描いた落書きが書かれていたのを見て、黄妃は待ち合わせ場所に来ていたことが判明。亜国へと赴き、やつれた黄妃に再会する。そのまま二度目の駆け落ちを図るが兄である青逸に左目を斬られ、阻止。青家の｢青蓋｣は死んだことになり、青逸とは何の関わりもない亜国の商人となる。その後亜国の自分の店で成長した亜姫と薄星に出会う。薄星を幼い自分に見立て六道を、亜姫には王族に必要な教養を叩き込む。
亜姫が人質として黄国に向かった後、亜宮に忍ばせていた自分の手下が捕まったことで一旦黄国に招致された後、亜との戦いを避けるため黄国により亜国に送検。そこで土妃によるクーデターが起こり巻き込まれてしまう。亜姫の父は自分で、卑しい血が亜姫に流れているとでっちあげられるが、亜王共にそれを拒否した。瀕死の中、土妃に一矢報いて左目を潰し、死去。先祖に名宰相・青推がいる（二の姫の物語参照）。
黄王（こうおう）
黄の国の王。亜姫の祖父。病に倒れ死を待つばかりに老いたが、亜姫を黄国の御史大夫（副宰相）に抜擢する。亜姫が土妃との戦いを控える最中に死去。
陳騰（ちんとう）
黄の国の宰相。亜姫の事を快く思っておらず、非協力的な人物の筆頭。格式に囚われ素直になれない性格だが、実務派の老臣。だが、亜姫が飢饉による食料不足を解決したこともあり、亜姫を認めるようになっている。
青逸（せいいつ）
黄の国の大夫。青徹の兄。亜姫の世話役を任せられて以来、心強い味方となる。飄々とした性格の壮年だが、実は文武に秀でた切れ者。恐妻家。亜姫に振り回されているが、心許されている唯一の人である。亜姫が黄国に送られてから事ある事に亜姫を助けており、薄星の良き相談相手にもなる。亜姫が女王として即位した後、黄国に戻り宰相となる。
桐（とう）
青逸の愛妻。手ぬかり無く青家を切り盛りするやり手。歯に衣着せぬ物言いで、亜姫や薄星を圧倒する。
青索
青逸と桐の息子。亜姫即位後、黄国大使として亜国を訪れる。見た目は青徹に瓜二つ。現在は現黄王の子女である姫に仕えている。
亜王（あおう）
亜の国の王。亜姫の父。家族に対する情よりも、国主としての自我が勝る深謀寡黙な巨星。亜姫を次期亜王として見いだしていたが、同盟国、土から守るため、表面上、土の顔色をうかがったふりをし亜姫を黄国に送り出す。亜王子に国主の才が無いと見るや、亜の国史に玉儞の半分を持たせ、亜姫に託す。その後、亜王子の立場が危ないと踏んだ土妃にクーデターをおこされ死去。もう片方の玉儞は青徹の手下に託した。
土妃（どひ）
亜の国の第二王妃。土の国の王の妹。自身の権力を確固たるものにするべく、黄妃を暗殺した。ついには亜王を弑逆して、我が子の即位を企む。権勢欲が強いだけの毒婦であったが、施政者としての格に目覚めつつあった。瀕死の青徹によって左目を潰されている。最初優勢に戦を進めるが、亜王子が死去したことにより、味方の裏切りを受け敗北。殺されるために亜姫に罵詈雑言を浴びせるが、牢に入れられる。その後の亜女王の相談相手となり、関係性は向上したと思われる。
亜王子（あおうじ）
亜の国の王子。土妃の息子。亜姫にとっては腹違いの弟。でっぷりとした体格で、武芸よりも詩作に興味をもつ凡庸な王子。王になれなければ異母姉が王になればいいと思っており、そうすれば元の優しい母が帰ってくると信じていた。病をこじらせ激痩せし、母の温もりを感じることなく死去する。これによって土妃軍は大義を無くし、戦に敗北するきっかけとなる。
高諷（こうふう）
亜の国の宰相。土妃に協力して謀反に加担した役人。醜悪な容貌の内側に強い信念を秘めた中年男。謀反により優秀な人材を失ってしまったため、仕事に追われていた。土妃からは｢ブサイク｣と呼ばれ、彼自身も土妃を｢毒婦｣と罵りあっている。亜王子の死去により亜姫側に寝返るも、戦が全て終わった後に土妃に殉死（土妃はその後殺されなかった）し、丁重に葬られる。土妃とは互いに罵り合いつつも、主従や実務面での信頼関係はあった様であるが、高諷が土妃に忠義以上の想いを抱いていたかは不明。
政（せい）
曾の国の王。旦と光の父。亜姫を利用して亜国、黄国を手玉に取ろうと画策する。多くの妃と王子に恵まれているが、家族に関心が無い。旦の起こした謀反により殺害される。以前、友と思っていた乳兄弟の陸否に裏切られており、その時の陸否の自分を舐めきった顔を見て為政者から独裁者へと変貌を遂げてしまった。旦によると冷徹な王を演じることによって唯一無二の存在になろうとしたのでは、と思われている。
旦（たん）
曾の国の第一王子。現在は曾王。前曾王の次男。体格こそ小兵ながら武術に秀で、豪放磊落ながら策士という多面性を持つ。己に利すると見れば亜姫の策に乗ることも、罠にかけることもする。苛烈なまでの激情を身の内に隠し、覇道を突き進む野心家の青年。亜姫を妃として迎えるため、大夫、隗旦と名乗り黄国に入る。しかし亜姫に見破られ曾に帰国。その後も何度も求婚するがことごとく断られている。自身の野望とは別に実際に亜姫に惚れているが、亜姫自身は気づいておらず、自分自身もその気持ちを告げようとはしない（ただし、薄星や春琴には見破られている）。亜国を牛耳ろうとした父の命で亜姫を誘拐。父の妃にしようとするがそれは策であり、謀反を起こし父を殺害した。兄・光とは互いを競い合う友のようなものであったが、父の命令により泣く泣く光を殺害する（しかし、光自身は細作である翠蝉の働きで死んではいなかった）。曾王に即位し、亜姫の後ろ盾となる。女王即位後も度々求婚と支援を続け、亜姫の良き理解者となった。
段勤（だんきん）
若い頃は曾王に仕えていたが、現在は旦王子の後見人。老齢だが矍鑠とした人物で、精力的に旦王子の覇道を補佐している。王子の王に対するクーデターの際、亜姫を庇い傷を負う。王に止めをさした王子を見事と評し、王との殉死と名目して死去した。
光（こう）
曾の国の元第一王子。死を装い曾国の山中に逃れ隠棲していた。旦王子と酷似した容貌をしてはいるが、性情は正反対。土の国の血を引いている。
翠蝉（すいせん）
光王子の護衛。白髪に金眼という異形の娘。元は暗殺者。
陸丕（りくひ）
故人。かつて曾王の腹心として働いた股肱の臣。謀反を起こし誅殺された。
蛇波流（じゃはる）
浅黒い肌をした異国の青年商人。あざとい商魂をむき出しにして、突如亜姫に接近してきた不審人物。

## 書誌情報
- 和泉かねよし 『女王の花』 小学館〈フラワーコミックス〉 全15巻
  1. 2008年8月26日発売[小 1]、ISBN 978-4-09-132009-4
  2. 2010年7月26日発売[小 2]、ISBN 978-4-09-133383-4
  3. 2011年1月26日発売[小 3]、ISBN 978-4-09-133654-5
  4. 2011年7月26日発売[小 4]、ISBN 978-4-09-133690-3
  5. 2012年1月26日発売[小 5]、ISBN 978-4-09-134308-6
  6. 2012年8月24日発売[小 6]、ISBN 978-4-09-134500-4
  7. 2013年2月26日発売[小 7]、ISBN 978-4-09-135085-5
  8. 2013年8月31日発売[小 8]、ISBN 978-4-09-135449-5
  9. 2014年3月3日発売[小 9]、ISBN 978-4-09-135764-9
  10. 2014年8月31日発売[小 10]、ISBN 978-4-09-136312-1
  11. 2015年2月26日発売[小 11]、ISBN 978-4-09-136820-1
  12. 2015年8月26日発売[小 12]、ISBN 978-4-09-137649-7
  13. 2016年2月26日発売[小 13]、ISBN 978-4-09-138289-4
  14. 2016年8月26日発売[小 14]、ISBN 978-4-09-138479-9
  15. 2017年3月24日発売[小 15]、ISBN 978-4-09-139124-7

- 著／高瀬ゆのか　原作・イラスト／和泉かねよし 『女王の花【青徹外伝】』 小学館〈ルルルnovels〉
  1. 2014年3月3日発売、ISBN 978-4-09-135858-5